# Jorj Robin
Jorj Robin, de son vrai nom Georges Robin, né le 12 juillet 1904 à Nantes, où il est mort le 14 août 1928, est un artiste breton originaire de Nantes et membre des Seiz Breur.

## Biographie
Sculpteur, graveur, dessinateur des motifs de broderie ou de céramiques, Jorj Robin est un artiste aux multiples facettes. Membre du mouvement Ar Seiz Breur, il collabore également à la revue Kornog, initiée par René-Yves Creston.
Il est issu d’une famille d’artistes à Nantes. C’est dans ce cadre qu’il s’initie à la sculpture, d’abord avec son grand-père Joseph Vallet, sculpteur religieux renommé; puis à l’école des Beaux-Arts. Il suit en premier lieu les cours des beaux-arts de Nantes dès ses quatorze ans. Repéré pour ses productions, il se rend ensuite à 18 ans à l’Ecole nationale des Beaux-Arts de Paris où il intègre l’atelier de Jean Boucher.
Il participe à la fondation du Cercle celtique de Nantes, prête son atelier (situé île de Versailles à Nantes) pour les cours de langue bretonne. Il établit un projet de chorale bretonne.
Atteint de la tuberculose, il meurt à l’été 1928, à l'âge de 24 ans. Yvette Brelet lui dédie une prière pour orgue.

## Ar Seiz Breur
Jorj Robin fait partie des premiers artistes à rejoindre le mouvement Ar Seiz Breur, l'année même de sa création, en 1923, aux côtés de Jeanne Malivel, de René-Yves Creston et de Suzanne Candré-Creston. Il contribue à la théorisation du courant et le marque de par ses productions.
Prenant part pour cet art qui se veut être un « art national », Robin apporte un nouveau répertoire de formes, de lignes et de compositions en réinventant les modèles anciens. Ainsi, pour l'artiste, « étudier le passé n'est nullement revenir en arrière, nullement "être réactionnaire", comme beaucoup le croient, et ce n'est pas non plus contraire à l'esprit moderne. ». Le passé est regardé comme porteur d'un sens historique, militant et nationaliste dans le sens des Seiz Breur qui portent un message politique d'affirmation de la culture bretonne. Cela correspond à la mouvance de leur pensée, celle d'un militantisme régionaliste mettant en valeur l'artisanat.
Dans ce cadre, l'artiste écrit dans une lettre en 1928 que « la propagande est pour [lui] le premier but d'être Ar Seiz Breur. Si le groupe devait être une entreprise commerciale, [il] n'en ferait pas partie. »

## Œuvres
Ses œuvres sont empreintes de religion, caractéristique qu'il partage avec Jeanne Malivel. Dans Seiz Breur, pour un art moderne en Bretagne de Pascal Daumasson, un chapitre est destiné à l'art sacré, pensée entre la liturgie et les pensées bretonnes. L'auteur consacre ces deux figures comme les chefs de fil d' un « art sacré moderne » chez les Seiz Breur.
Jorj Robin, « élevé dans une famille d'artistes qui avaient voué leurs œuvres à la gloire de Dieu » continue cet héritage familial mais emprunte également à l'Œuvre de Jeanne Malivel. Elle affirme sa volonté de s'inscrire dans le courant catholique dès 1917, dans sa vie personnelle mais aussi dans son art, participant notamment aux ateliers d'art sacré de Maurice Denis et de Georges Desvallières.

### Sculptures
Beaucoup des œuvres de Robin sont donc à sujet religieux, notamment dans ses gravures sur bois et ses sculptures.
Le Chemin de Croix en est un bon exemple. Considérant que c'est une des œuvres qu'il « aime le mieux parce que c'est un de ceux qui [lui] ont demandé le plus d'efforts et de foi. ». Il y développe une stylistique très marquée, avec des recherches plastiques sur la pesanteur de la croix, créant une forte tension dramatique. Les lignes obliques créées de la force et ordonnent le mouvement des corps. Ceux-ci sont schématisés, les figures étant très graphique. La répétition des lignes parallèles matérialise le mouvement des corps et des plis des étoffes. L'artiste sculpte le bois en léger relief, faisant écho à sa pratique la xylographie.
René-Yves Creston souligne que « l'ensemble des volumes, des plans, des lignes et autres éléments est avant tout une harmonie. ». Chaque œuvre constitue un ensemble, en elle-même et avec les autres. Selon ce dernier, Chemin de Croix est « une des pages les plus réalistes, les plus directes, sans mièvreries, sans grandiloquence qui aient été consacrées au drame immortel du Golgotha. ».

### Arts graphiques

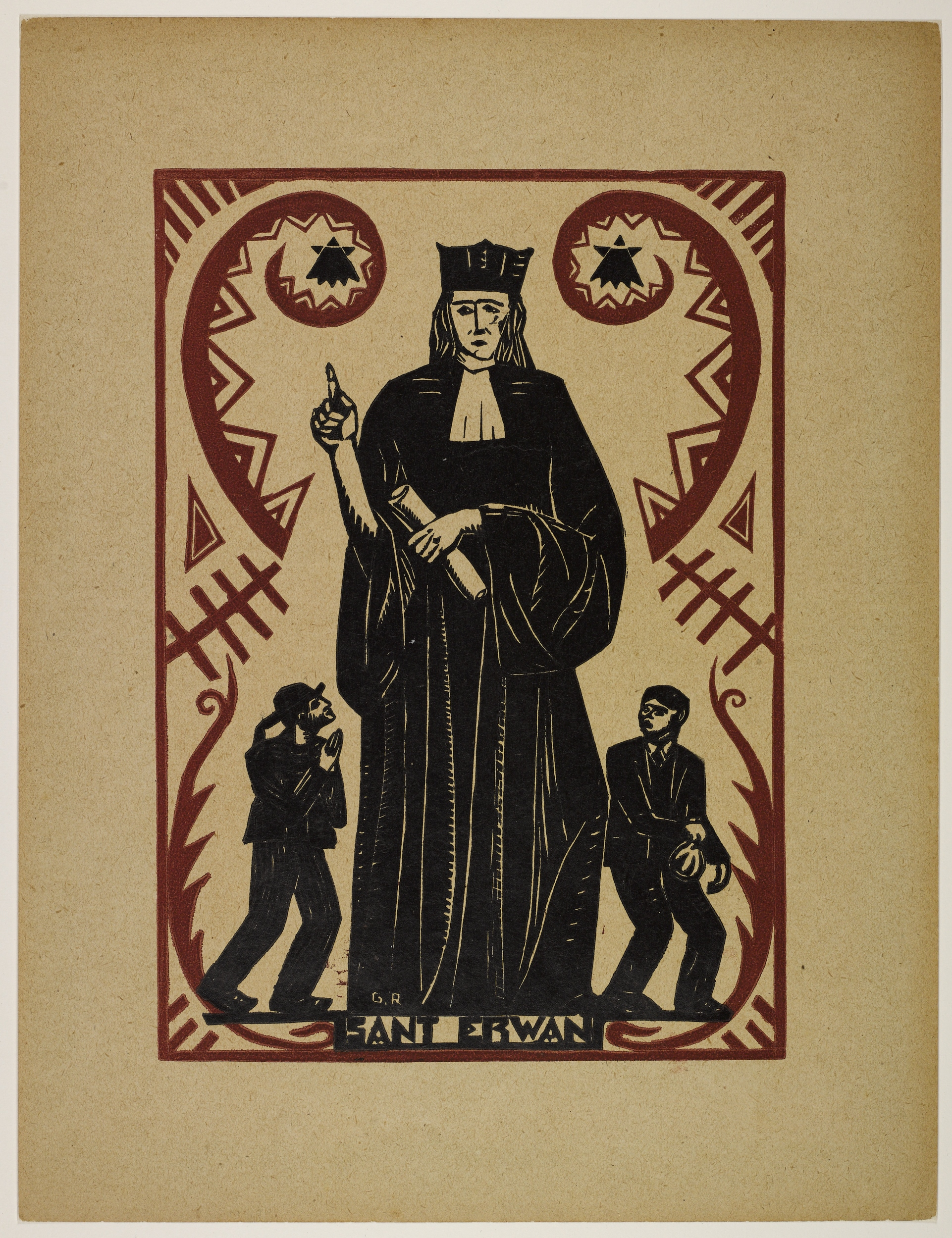
Xylographie Sant Erwan, Jorj Robin, 1928, pour la série Pevarzek Sant ar vreiz

L'artiste a contribué à la diffusion de l'esthétique Ar Seiz Breur à travers des planches gravées, souvent de saints, éditées notamment dans la revue Kornog.
La gravure sur bois, aussi appelée xylographie, a une place importante au sein du mouvement. En effet, le médium correspond tout à fait aux objectifs et aux caractéristiques des Seiz Breur. La gravure sur bois de fil est une technique ancienne, née au XVe siècle en Europe. La xylographie est une technique de gravure en taille d'épargne, qui demande une certaine maîtrise du burin et du ciseau. Elle est beaucoup utilisée dans l'imagerie religieuse. À Quimper et à Morlaix, l'estampe est utilisée pour diffuser des chansons bretonnes, vendues par colportage jusqu'au XVIIIe siècle, en feuilles volantes. La robustesse du bois et son coût, moins élevé au regard d'une plaque de métal, font de la technique un médium privilégié pour les journaux, l'imagerie religieuse et les feuilles volantes de moins bonne qualité. Les planches présentent fréquemment un style plus synthétique de par la dureté du bois, des aplats de couleurs, une stylisation des formes.

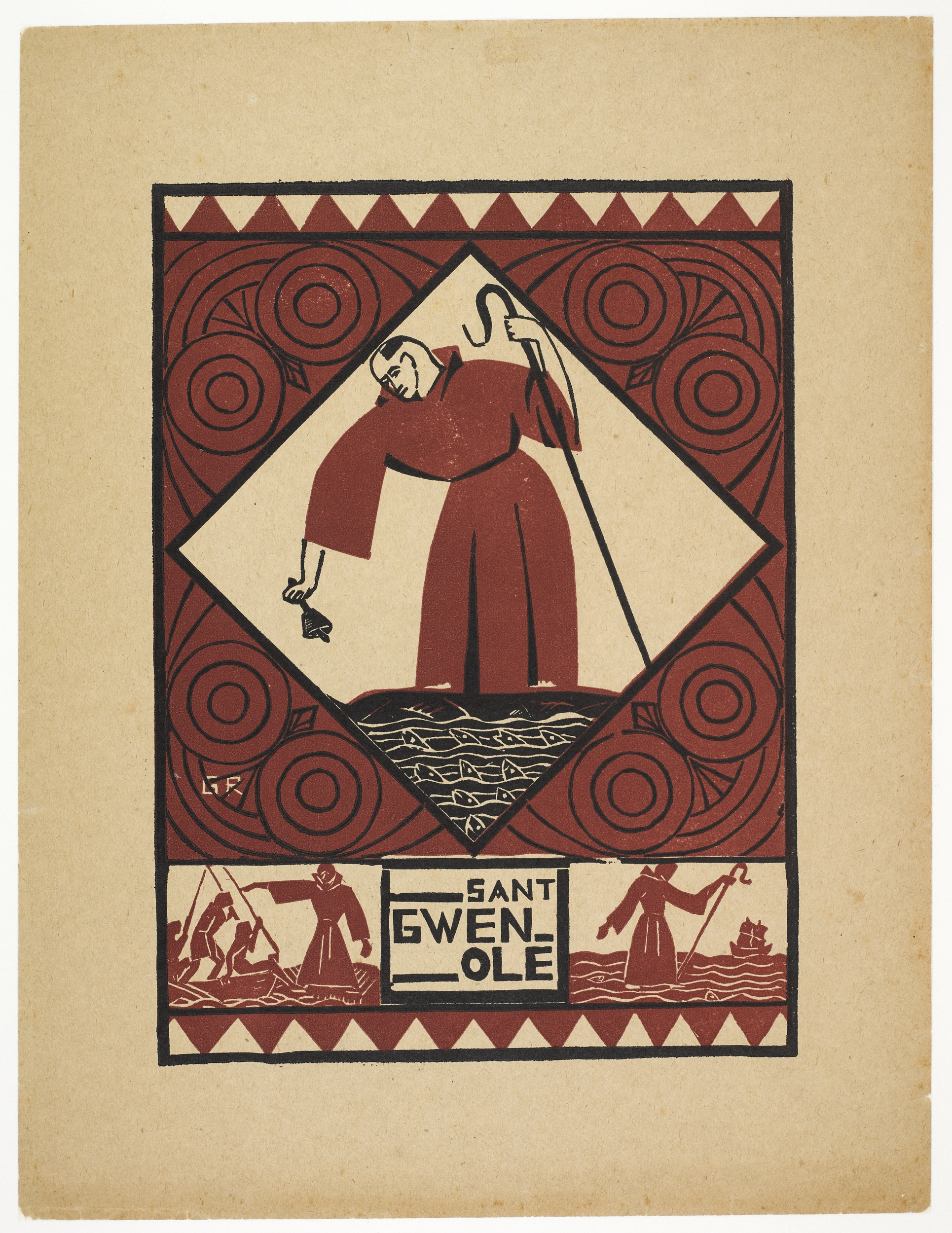
Xylographie Sant Gwenole, Jorj Robin, 1928, pour la série Pevarzek Sant ar vreiz.

Sa proximité avec l'artisanat et la religion font de la xylographie un art pertinent pour le mouvement. L'esthétique fait écho aux recherches plastiques des Seiz Breur, entre tradition et modernité. Le multiple est aussi un outil de diffusion et de propagande. De plus, le livre illustré est pensé chez les Seiz Breur comme l'indique le manifeste de Kornog en 1929, « le livre est une architecture, il doit former un ensemble harmonieux dans lequel toutes les parties doivent se tenir. ».

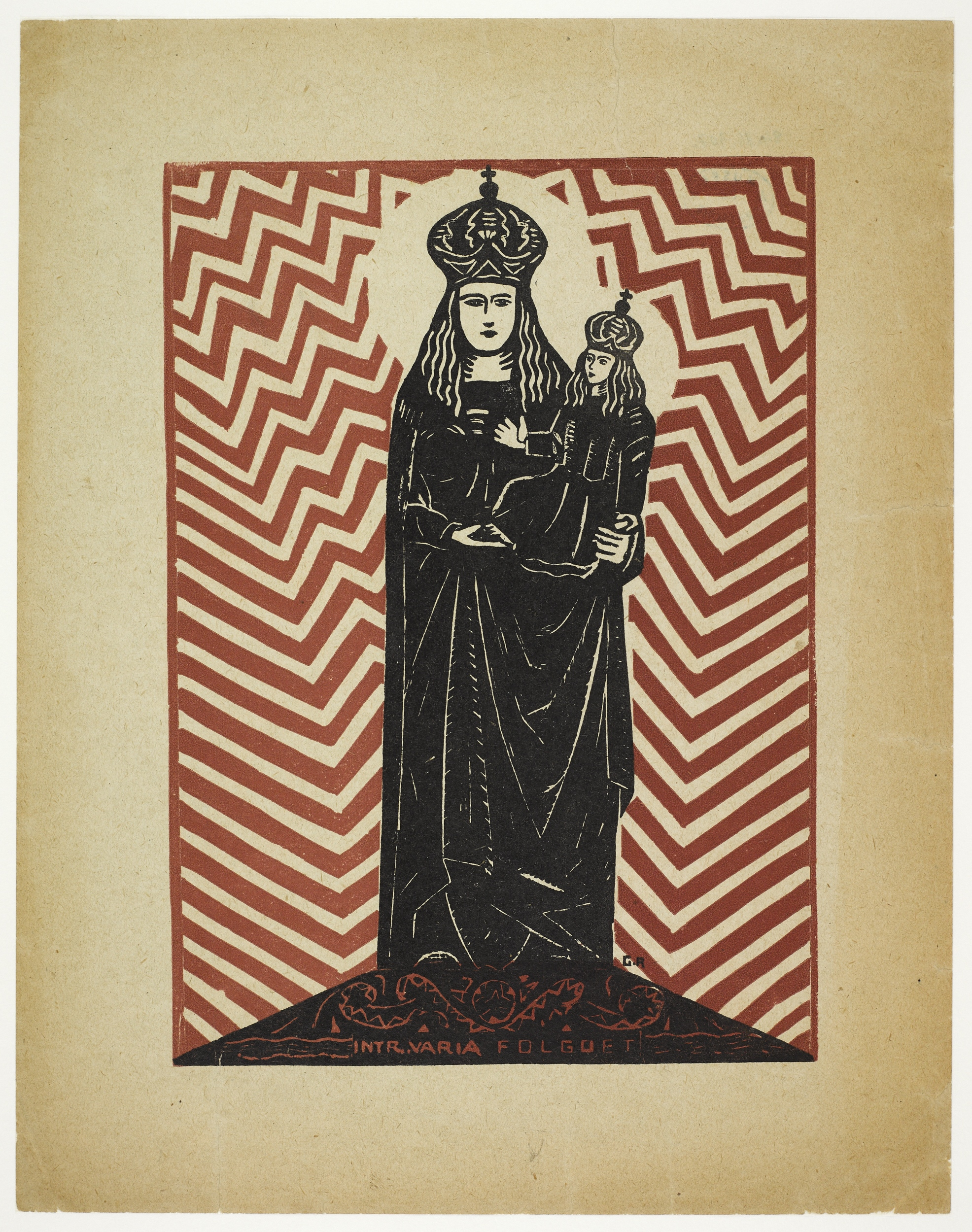
Xylographie Intron Varia Folgoët, Jorj Robin.

Jeanne Malivel est la première à s'initier à cette technique. En 1922 avec le livre illustré L'Histoire de notre Bretagne, composé de 72 planches gravées, porte un discours régionaliste. Malivel reprend la tradition des « tailleurs d'images » et s'inspire de la gravure médiévale (elle profite notamment de ses études parisiennes pour consulter les ouvrages de la bibliothèque nationale).
Jorj Robin s'inscrit dans la suite de Malivel notamment du fait de l'« insistance particulière sur un martyrologe breton propre à entretenir la colère rétrospective des militants ». En 1928, il participe à Pevarzek Sant ar vreiz(Quatorze saints de Bretagne). Ce recueil de 14 planches, parues en 1928 et édité par Kornog, sont gravées par Xavier de Langlais, René-Yves Creston, Jorj Robin et, à titre posthume, Jeanne Malivel. L'intérêt de la revue pour la gravure sur bois de fil est assumé dans son manifeste : « Kornog veut, en les faisant connaître, en les protégeant, rappeler à la vie l'art paysan, l'art populaire, bases de tout art national ». Jorj Robin réalise quatre estampes : Sant Gwenole, Sant Pol Aurelian eskor Leon, Sant Erwan et Saint Brieuc. Les planches partagent le format vertical, souvent un encadrement en dents de scie, une typographie originale, l'édition en deux couleurs et le graphisme en breton. Les gravures de Robin sont intéressantes pour ses compositions en triangle dans lesquelles il agence les corps et traduit le mouvement.
La même année, Jorj Robin et René-Yves Creston illustrent deux tragédies d'Eschyle, traduites en breton pour la revue Gwalarn. Jorj grave une série de dix planches, intitulée Prometheus ereet (Prométhée enchaîné). La revue a pour but de proposer des chefs-d'œuvre de la littérature du monde en breton. Les figures représentées par Robin sont inédites. Les silhouettes allongées et condensées rappellent les figures noires des céramiques grecques archaïques. Si l'artiste se distingue esthétiquement par ces personnages, ceux-ci gardent des traits graves et solennels propres aux Seiz Breur.

### Céramique

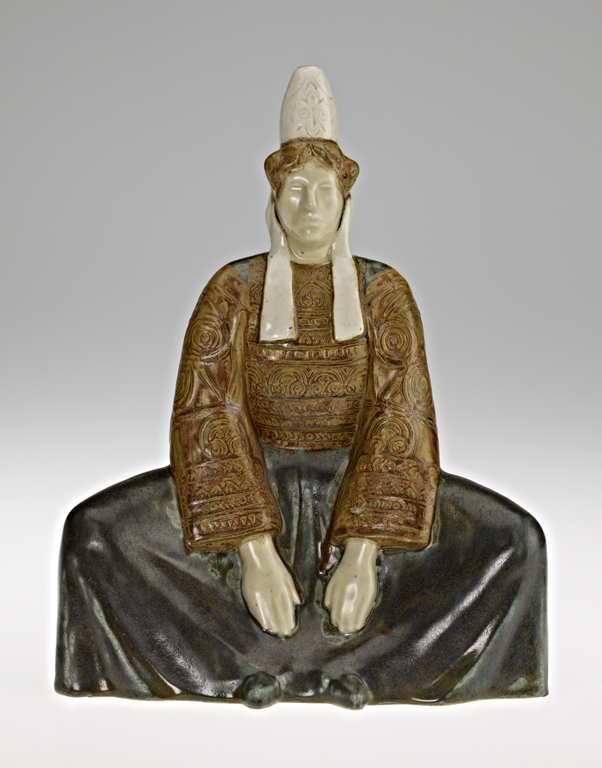
Bigoudène assise, Jorj Robin, faïencerie HB, 1928.

Les artistes des Seiz Breur sont des « pourvoyeurs de formes » selon Jeanne Malivel. Dans ce sens, la céramique offre un laboratoire de formes variées. Les arts du feu traditionnels en Bretagne se trouvent en Brière, quant à la couverte, et plus précisément la faïence, le pays de Quimper est réputé. Le courant s'intéresse en premier lieu à promouvoir les pièces d'usage, les « services populaires ». Cette réinvention des pièces du quotidien se voit également dans les motifs décoratifs que les artistes réinventent.

Jorj Robin s'intéresse à la forme et à son interprétation peinte. Dès 1924, il s'initie aux techniques de productions traditionnelles. De nouveau, il se place dans la continuité de Jeanne Malivel qui portait une grande admiration aux potiers de Brière et de Dinan. Elle propose également de repenser les formes tout autant que les décors.

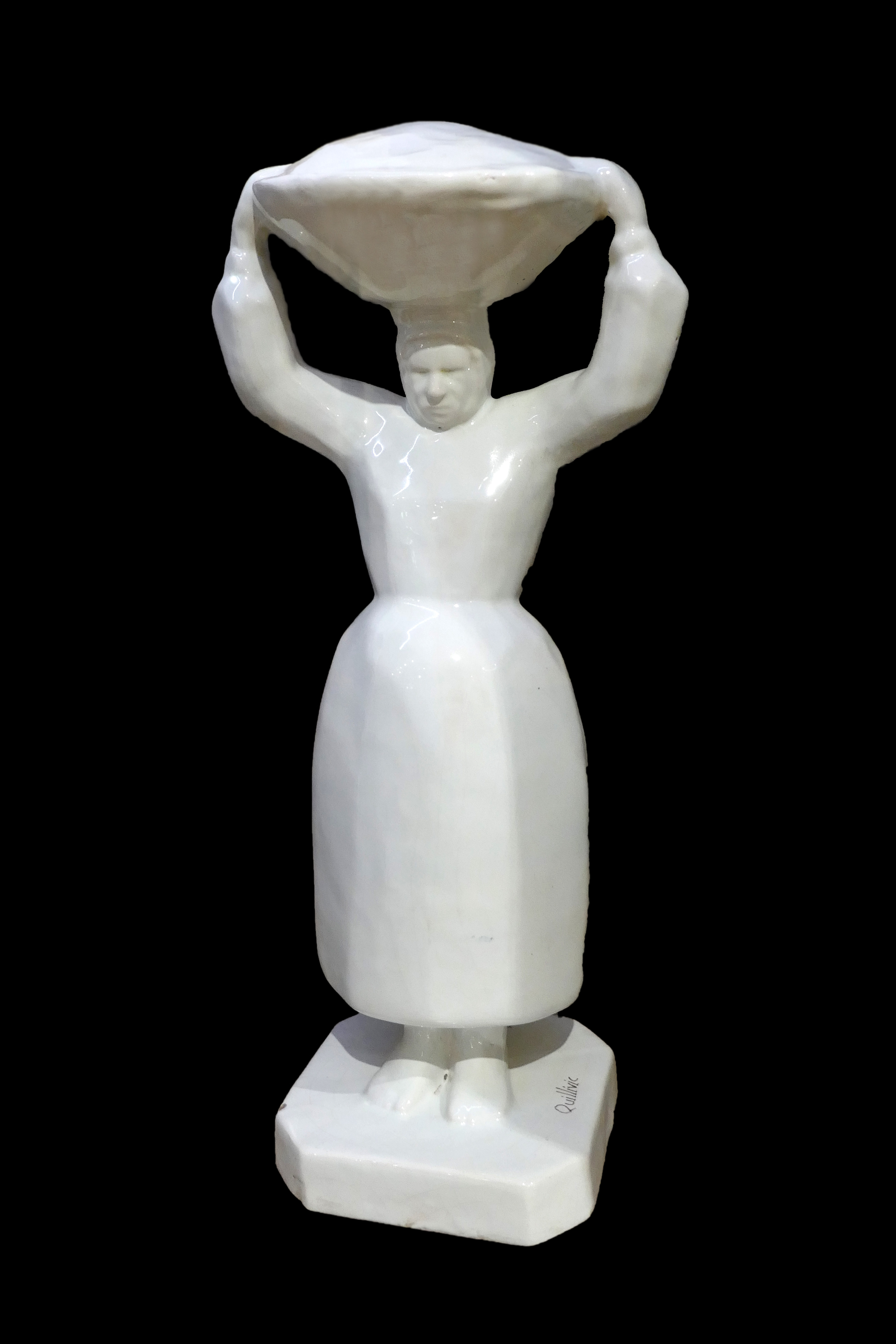
La Porteresse (1926).

L'artiste nantais propose des pièces en collaboration avec la maison HB, faïencerie de Quimper, qu'il choisit pour son savoir-faire en matière de grès. Dans certaines de ses pièces, dont un service à thé, qui reprend certaines caractéristiques semblables à celles du Bauhaus (couleur profonde, couvercle conique, anses prononcées).

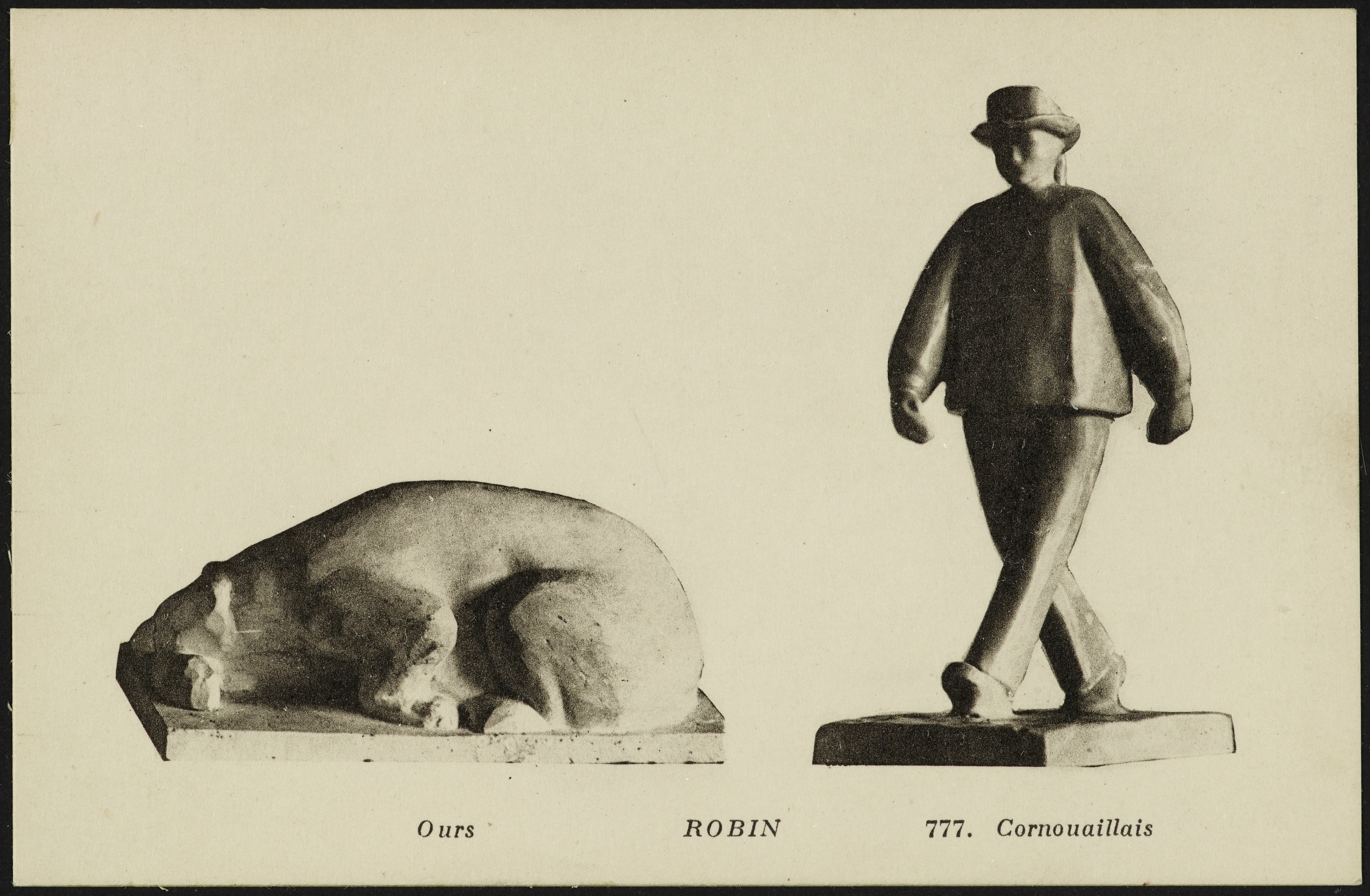
Carte postale promotionnelle pour la Maison HB et Jorj Robin.

Parmi ses projets les plus reconnus se trouve notamment Femme portant un sac, Porteuses de goëmons ou la Bigoudène assise. Philippe Théallet dit à son propos que « loin de l'anecdote, Robin crée des figures symboliques des régions, des activités, voire des sentiments : le recueillement de la "Femme à genoux" est exacerbé par la sobriété du traitement et la couverture monochrome. ». L'élégance mise en place dans ses faïences inspirera les artistes à sa suite.

### Arts Textiles
Les arts textiles sont le premier terrain de collaboration des Seiz Breur. Lors des premières rencontres entre Jeanne Malivel, René-Yves Creston et Suzanne Candré-Creston aux pardons de Locronan et du Folgoët, les artistes notent l'importance des costumes et des textiles dans les arts et traditions populaires. Partant du constat de l'impraticabilité des costumes dans la vie moderne, leur idée et particulièrement celle de Malivel, est de moderniser tout en restant fidèle aux productions locales. Pour cela, les artistes font appel aux productions locales, notamment en matière de textiles ou de broderies.
En 1927, Jorj Robin fonde l'atelier Nadoziou (les Aiguilles), pour le tissage, les tapis, la broderie ou encore la dentelle. Il est composé de sept sœurs qui travaillent pour adapter les techniques d'autrefois à aujourd'hui, objectif exprimé dans un projet de statut pour l'entreprise, abandonné au moment du décès de son fondateur. Bien que son atelier ne fasse pas directement partie du groupe Ar Seiz Breur, il s'en revendique filial.

## Postérité de l'oeuvre de Jorj Robin
Reconnu par ses pairs, Jorj Robin fait l'objet de nombreux éloges de son vivant et dans les années qui succèdent sa mort. René-Yves Creston réalise un meuble qu'il considère comme un hommage aux disparus des Seiz Breur et le décrira de cette manière : « Jeanne Malivel, Georges Robin, Yann Sohier, la moisson lève, la faucille s'apprête pour la récolte merveilleuse, pour la victorieuse récolte. Heureux, vous qui êtes morts en sachant que la moisson mûrissait et que les moissonneurs ne manqueraient pas après vous. » dans Ar Falz.
Cependant, aucune biographie, mis à part l'hommage posthume de 1931, n'a encore été rédigé. Les œuvres de l'artiste sont conservées en partie au Musée de Bretagne de Rennes ou au Musée départemental breton de Quimper.
Le courant Seir Breur faisant preuve d'un regain d'intérêt depuis les années 1980 et particulièrement depuis le centenaire du mouvement en 2023. Cet intérêt, également porté par le marché d'art, est l'occasion de développer la recherche sur l'artiste.